# Day & Age
Day & Age ist das dritte Studioalbum der US-amerikanischen Rockband The Killers. Es erschien im deutschsprachigen Raum am 21. November 2008 bei Island Records.

## Entstehung und Veröffentlichung
Die Aufnahmen am Album entstanden 2006, als die Band innerhalb von zwei Stunden die Single Human aufnahm. Produzent Stuart Price saß während des Schreibprozesses und den Demoaufnahmen in London, während sich die Band in Las Vegas befand. Die Demotapes und die Verbesserungsvorschläge wurden deshalb per Internet zwischen den Städten hin- und hergeschickt. Erst zu den endgültigen Aufnahmen flog Price nach Las Vegas. Das Album wurde in Deutschland am 21. November 2008 veröffentlicht, in den USA und Großbritannien erschien es bereits drei Tage vorher.

## Titelliste
1. Losing Touch – 4:13
2. Human – 4:05
3. Spaceman – 4:44
4. Joy Ride – 3:33
5. A Dustland Fairytale – 3:45
6. This Is Your Life – 3:38
7. I Can’t Stay – 3:05
8. Neon Tiger – 3:04
9. The World We Live In – 4:38
10. Goodnight, Travel Well – 6:51

## Singleauskopplungen
| Jahr | Titel                | Höchstplatzierung, Gesamtwochen, AuszeichnungChartplatzierungen (Jahr, Titel, , Platzierungen, Wochen, Auszeichnungen, Anmerkungen) | Höchstplatzierung, Gesamtwochen, AuszeichnungChartplatzierungen (Jahr, Titel, , Platzierungen, Wochen, Auszeichnungen, Anmerkungen) | Höchstplatzierung, Gesamtwochen, AuszeichnungChartplatzierungen (Jahr, Titel, , Platzierungen, Wochen, Auszeichnungen, Anmerkungen) | Höchstplatzierung, Gesamtwochen, AuszeichnungChartplatzierungen (Jahr, Titel, , Platzierungen, Wochen, Auszeichnungen, Anmerkungen) | Höchstplatzierung, Gesamtwochen, AuszeichnungChartplatzierungen (Jahr, Titel, , Platzierungen, Wochen, Auszeichnungen, Anmerkungen) | Höchstplatzierung, Gesamtwochen, AuszeichnungChartplatzierungen (Jahr, Titel, , Platzierungen, Wochen, Auszeichnungen, Anmerkungen) | Anmerkungen                                                    |
| Jahr | Titel                | DE | AT | CH | UK | US | Rock | Anmerkungen                                                    |
| ---- | -------------------- | --- | --- | --- | --- | --- | --- | -------------------------------------------------------------- |
| 2008 | Human                | DE4 Platin · (42 Wo.)DE | AT6 (34 Wo.)AT | CH7 (37 Wo.)CH | UK3 ×3Dreifachplatin · (55 Wo.)UK                                                                                                   | US32 ×2Doppelplatin · (20 Wo.)US | Rock6 (20 Wo.)Rock | Erstveröffentlichung: 22. September 2008 Verkäufe: + 4.622.500 |
| 2008 | Spaceman             | DE29 (6 Wo.)DE | AT44 (3 Wo.)AT | CH89 (1 Wo.)CH | UK40 Silber · (8 Wo.)UK | US67 Gold · (1 Wo.)US | Rock8 (20 Wo.)Rock | Erstveröffentlichung: 4. November 2008 Verkäufe: + 810.000     |
| 2009 | The World We Live In | — | — | — | UK82 (1 Wo.)UK | — | — | Erstveröffentlichung: 18. Mai 2009                             |
| 2009 | A Dustland Fairytale | — | — | — | — | — | Rock36 (4 Wo.)Rock | Erstveröffentlichung: 10. August 2009                          |

grau schraffiert: keine Chartdaten aus diesem Jahr verfügbar

## Rezeption

### Rezensionen
Von Musikkritikern wurde das Album überwiegend positiv besprochen. Metascore vergibt einen Durchschnitt von 69 % basierend auf 31 Bewertungen und damit das Prädikat „generally favorable“ (dt. „grundsätzlich positiv“)
Laut.de vergibt eine positive Bewertung und vier von fünf möglichen Sternen als Bewertung. Kritiker Max Brandl schreibt in seiner Rezension, dass die Band es geschafft habe eine positive Weiterentwicklung zu vollbringen, woran viele Band scheitern würden.
Stephen Thomas Erlewine von allmusic.com vergibt ebenfalls vier von fünf Sternen und meint ebenfalls, dass die Stilveränderung dem Album gutgetan habe. Er bezeichnet das Album als „groteskes, aber großartiges Album.“
Cdstarts.de vergibt 6,5 von 10 möglichen Punkten. Redakteurin Tanja Kraus lobt die stilistische Kehrtwende, kritisiert jedoch auch, dass es dadurch qualitativ nicht an die Vorgängeralben herankomme.
Chris Long von der britischen BBC bewertet das Album eher durchschnittlich. Für ihn wirke Day & Age noch im Entwicklungsprozess und die Band selber wisse noch nicht, wo es mit dem Stil der Band hingehe.
Mit drei von zehn Punkten bewertet Plattentests.de das Album negativ. Kritiker Christian Preußer ist der Meinung, dass vor allem Produzent Stuart Price schuld daran sei, dass das Album nach einer schlechten Platte der 80er Jahre klinge.

### Chartplatzierungen
In Großbritannien und Norwegen konnte das Album auf Platz eins der Album-Charts einsteigen. In Neuseeland (Platz 2), Mexiko (Platz 3), Australien und der Schweiz (jeweils Platz 4), den Vereinigten Staaten (Platz 6), Deutschland und Schweden (jeweils Platz 8), Österreich und Spanien sowie Dänemark (Platz 10) wurden weitere Positionen unter den Top Ten erreicht. Mit Platz zwölf in den Niederlanden und dem flämischen Teil Belgiens, Platz 17 in Finnland, Platz 29 in Portugal, Platz 41 im wallonischen Teil Belgiens und Platz 57 in Frankreich wurden in sechs weiteren Charts Platzierungen erreicht.
| ChartsChartplatzierungen       | Höchstplatzierung | Wochen |
| ------------------------------ | ----------------- | ------ |
| Deutschland (GfK)              | 8 (30 Wo.)        | 30     |
| Österreich (Ö3)                | 9 (20 Wo.)        | 20     |
| Schweiz (IFPI)                 | 4 (21 Wo.)        | 21     |
| Vereinigte Staaten (Billboard) | 6 (42 Wo.)        | 42     |
| Vereinigtes Königreich (OCC)   | 1 (70 Wo.)        | 70     |

| ChartsJahrescharts (2008)    | Platzierung |
| ---------------------------- | ----------- |
| Vereinigtes Königreich (OCC) | 7           |

| ChartsJahrescharts (2009)      | Platzierung |
| ------------------------------ | ----------- |
| Deutschland (GfK)              | 81          |
| Österreich (Ö3)                | 64          |
| Schweiz (IFPI)                 | 72          |
| Vereinigte Staaten (Billboard) | 44          |
| Vereinigtes Königreich (OCC)   | 29          |

### Auszeichnungen für Musikverkäufe
| Land/Region                  | Auszeichnungen für Musikverkäufe (Land/Region, Auszeichnung, Verkäufe) | Verkäufe    |
| ---------------------------- | ---------------------------------------------------------------------- | ----------- |
| Australien (ARIA)            | Platin                                                                 | 70.000      |
| Dänemark (IFPI)              | Gold                                                                   | 15.000      |
| Deutschland (BVMI)           | Platin                                                                 | 200.000     |
| Europa (IFPI)                | Platin                                                                 | (1.000.000) |
| Golf-Kooperationsrat (IFPI)  | Gold                                                                   | 3.000       |
| Griechenland (IFPI)          | Gold                                                                   | 5.000       |
| Irland (IRMA)                | 4× Platin                                                              | 60.000      |
| Kanada (MC)                  | Platin                                                                 | 80.000      |
| Mexiko (AMPROFON)            | Gold                                                                   | 40.000      |
| Neuseeland (RMNZ)            | Platin                                                                 | 15.000      |
| Norwegen (IFPI)              | Gold                                                                   | 15.000      |
| Österreich (IFPI)            | Gold                                                                   | 15.000      |
| Schweden (IFPI)              | Gold                                                                   | 20.000      |
| Schweiz (IFPI)               | Gold                                                                   | 15.000      |
| Spanien (Promusicae)         | Gold                                                                   | 40.000      |
| Vereinigte Staaten (RIAA)    | Platin                                                                 | 1.000.000   |
| Vereinigtes Königreich (BPI) | 4× Platin                                                              | 1.320.000   |
| Insgesamt                    | 9× Gold · 14× Platin ·                                                 | 2.833.000   |

Hauptartikel: The Killers/Auszeichnungen für Musikverkäufe